# Automotrice SNFT An 70.231
L'Automotrice SNFT An 70.231, nota anche come Faruk o FIAT L103, fu un esemplare unico di automotrice a nafta, impiegato dalla Società Nazionale Ferrovie e Tramvie (SNFT) per l'espletamento di servizi locali sulla Brescia–Iseo–Edolo e sulla Iseo–Rovato.

## Storia
L'automotrice è il prototipo L103 realizzato tra il 1944 e il 1945 dall'Ufficio Tecnico Automotrici Ferroviarie Sperimentali della FIAT. L'esemplare fu costruito con cassa in alluminio ed equipaggiato dall'origine con due motori orizzontali FIAT tipo 700.
La SNFT acquistò il modello che le fu consegnato dalla Fiat nel 1957 ed entrò in servizio regolare il 17 aprile dell'anno seguente come An 70.231, ovvero Automotrice a nafta da settanta posti. Le maestranze del deposito di Iseo le attribuirono invece il soprannome di Faruk a causa della sua somiglianza con l'automotrice doppia consegnata dalla Fiat al re d'Egitto nel 1951.
L'ingresso nel parco rotabili dell'impresa ferroviaria fu permesso con la limitazione di velocità a 60 km/h e il divieto del traino di rimorchi. A partire dal 21 aprile 1959 le restrizioni furono eliminate e l'automotrice fu impiegata nelle relazioni Brescia – Breno e Iseo – Rovato Borgo con qualche raro servizio fino a Edolo.
A metà degli anni settanta fu ritirata dal servizio regolare a causa di alcune noie ai motori che non poterono essere risolte per mancanza di ricambi. Fu impiegata per servizi di manovra fino al 1978, quando fu accantonata definitivamente. Fu demolita verso la fine degli anni novanta.

## Tecnica
La cassa dell'automotrice era di tipo portante ed in lega leggera ad andamento ondulare al fine di aumentarne la resistenza. Essa poggiava su due carrelli in lamiera d'acciaio saldata elettricamente i quali disponevano di due tipi di sospensione: la primaria, con molle ad elica, e quella secondaria, con molle a balestra longitudinali.
Entrambi i carrelli erano dotati di motori diesel Fiat 700 orizzontali a 6 cilindri in linea a quattro tempi che erogavano ciascuno una potenza di 136 kW. La trasmissione era meccanica con cambio a cinque marce; la velocità massima era di 83 km/h. Il freno era di tipo Westinghouse.
L'interno, riscaldato da una caldaia Webasto, era dotato di otto posti in prima classe, cinquantasei in seconda e sei strapuntini..
In origine, la livrea era bianca con imperiale rosso e due fasce sopra e sotto la finestratura, anch'esse di colore rosso. In seguito, essa fu unificata allo standard vigente sulle automotrici della SNFT con cassa in giallo marte e fascia dei finestrini in beige azalea.